# Risoluzioni del Consiglio di sicurezza delle Nazioni Unite relative a Cipro
Il Consiglio di Sicurezza delle Nazioni Unite (UNSC) è l'organo delle Nazioni Unite incaricato di mantenere la pace e la sicurezza tra le nazioni. Mentre altri organi delle Nazioni Unite formulano solo raccomandazioni ai governi membri, il Consiglio di sicurezza ha il potere di prendere decisioni che i governi membri devono eseguire se rientrano nel capitolo VII della Carta delle Nazioni Unite. Le decisioni del Consiglio sono note come Risoluzioni del Consiglio di sicurezza delle Nazioni Unite.
Uno Stato membro delle Nazioni Unite è obbligato a rispettare la Carta delle Nazioni Unite e i membri delle Nazioni Unite sono vincolati dai suoi articoli. Cipro sostiene che la Turchia abbia violato la Carta contro la Repubblica di Cipro. La Turchia non riconosce la continuazione dell'esistenza della Repubblica di Cipro, come stabilito dagli accordi di Londra e Zurigo. La Turchia si riferisce alla Repubblica di Cipro come "amministrazione greco-cipriota" o "Cipro meridionale".
Nel 1974 la Turchia invase Cipro, dopo un colpo di stato militare organizzato dalla giunta greca contro il governo di Cipro legittimamente eletto sotto il presidente Makarios. L'esercito turco occupò successivamente circa il 38% del territorio dell'isola che fino ad oggi rimane de facto diviso con la "Repubblica turca di Cipro del Nord" (RTNC) proclamata nel 1983 a seguito di un UDI dai turco-ciprioti. La "RTCN" è un'entità illegale secondo le risoluzioni del Consiglio di sicurezza delle Nazioni Unite, la risoluzione 541 del Consiglio di sicurezza delle Nazioni Unite e la risoluzione 550 del Consiglio di sicurezza delle Nazioni Unite, ed è riconosciuta solo dalla Turchia. Quest'ultima è stato successivamente condannato dalla Corte europea dei diritti dell'uomo (CEDU) per violazioni dei diritti umani a Cipro.

## Risoluzioni relative a Cipro
| Risoluzione | Data                                             | Voto | Oggetto |
| 155         | 23 agosto 1960                                   | Adottata all'unanimità                                                                                        | Sovranità, la nazione insulare della Repubblica di Cipro diventa uno Stato membro delle Nazioni Unite. |
| 186         | 4 marzo 1964                                     | Adottata all'unanimità                                                                                        | L'attuale situazione a Cipro potrebbe minacciare la pace internazionale. Invita tutti gli Stati membri ad astenersi da qualsiasi azione che possa peggiorare la situazione nella sovrana Repubblica di Cipro. Chiede al governo di Cipro di adottare tutte le misure aggiuntive necessarie per fermare la violenza e lo spargimento di sangue a Cipro. Raccomanda la creazione, con il consenso della Repubblica di Cipro, di a Forza di pace delle Nazioni Unite. |
| 187         | 13 marzo 1964                                    | Adottata all'unanimità                                                                                        | Richiama a tutti gli Stati membri ad astenersi da qualsiasi azione che possa peggiorare la situazione nella sovrana Repubblica di Cipro. Prendendo atto dei progressi per quanto riguarda l'istituzione di una forza di mantenimento della pace delle Nazioni Unite a Cipro (già per strada). |
| 192         | 20 giugno 1964                                   | Adottata all'unanimità                                                                                        | Richiama a tutti gli Stati membri a conformarsi alle risoluzioni 186 e 187. Esprime apprezzamento a tutti i membri che hanno contribuito con truppe, polizia, rifornimenti e sostegno finanziario. Con il consenso della Repubblica di Cipro estende la presenza della Forza UN. |
| 193         | 25 settembre 1964                                | Adottata all'unanimità                                                                                        | Riafferma le risoluzioni 186 e 187. Ribadisce l'appello del Presidente del Consiglio di sicurezza così formulato: "Il Consiglio di sicurezza mi ha autorizzato a rivolgere un appello urgente al governo della Turchia affinché cessino immediatamente il bombardamento e l'uso della forza militare di qualsiasi tipo contro Cipro Archiviato il 24 settembre 2013 in Internet Archive., e e al governo di Cipro di ordinare alle forze armate sotto il suo controllo di cessare immediatamente di sparare". |
| 194         | 25 settembre 1964                                | Adottata all'unanimità                                                                                        | Il consiglio prende atto con soddisfazione del cessate il fuoco osservato in tutta Cipro; chiede a tutti i governi di interrompere tutti i voli sul territorio della Repubblica di Cipro in violazione della sua sovranità. Chiede a tutti i membri di conformarsi alla risoluzione 193. Rilevando che la Repubblica di Cipro ha manifestato il desiderio di estendere lo stazionamento dell'ONU; estende la presenza della Forza. |
| 198         | 18 dicembre 1964                                 | Adottata all'unanimità                                                                                        | Rilevando con soddisfazione che la situazione a Cipro è migliorata e che sono stati compiuti progressi significativi. Prendendo atto che la Repubblica di Cipro ha manifestato il desiderio di estendere lo stazionamento dell'ONU; estende la presenza di Forza UN. |
| 353         | 20 luglio 1974 Invasione turca di Cipro del 1974 | Adottata all'unanimità                                                                                        | Deplorando profondamente lo scoppio della violenza e il continuo spargimento di sangue. Gravemente preoccupato per la situazione che ha portato a una grave minaccia alla pace e alla sicurezza internazionale e che ha creato una situazione estremamente esplosiva in tutta l'area del Mediterraneo orientale. Altrettanto preoccupata per la necessità di ripristinare l'assetto costituzionale della Repubblica di Cipro stabilito e garantito da accordi internazionali. Ricordando la risoluzione 186 e successive risoluzioni in materia: - Invita tutti gli Stati a rispettare la sovranità, l'indipendenza e l'integrità territoriale di Cipro. - Invita tutte le parti a cessare il fuoco. - Chiede la fine immediata dell'intervento militare straniero nella Repubblica di Cipro che è in violazione del punto 1 di cui sopra. - Chiede il ritiro del personale militare, invita la Grecia, la Turchia e il Regno Unito ad avviare senza indugio i negoziati per un accordo di pace. |
| 354         | 23 luglio 1974                                   | Adottata all'unanimità                                                                                        | Riaffermando le disposizioni della sua risoluzione 353, chiede a tutte le parti del presente combattimento di rispettare immediatamente il cessate il fuoco. |
| 355         | 1 agosto 1974                                    | Adottata all'unanimità                                                                                        | Deplora profondamente il fatto che membri delle forze di pace siano stati uccisi e feriti. |
| 357         | 14 agosto 1974 Invasione turca di Cipro del 1974 | Adottata all'unanimità                                                                                        | Deplora profondamente la ripresa dei combattimenti a Cipro in contrasto con le disposizioni della risoluzione 353. Riafferma la risoluzione 353. Decide di rimanere al corrente della situazione e su convocazione immediata per incontrarsi se necessario per valutare quali misure più efficaci potrebbero essere necessarie se il cessate il fuoco non venisse rispettato. |
| 358         | 15 agosto 1974 Invasione turca di Cipro del 1974 | Adottata all'unanimità                                                                                        | Il Consiglio di sicurezza è profondamente preoccupato per la continuazione della violenza e dello spargimento di sangue a Cipro; deplorando profondamente il mancato rispetto della propria risoluzione 357; ricorda le risoluzioni 353, 354 e 355. Insiste sulla piena attuazione di quanto sopra da parte di tutte le parti. |
| 359         | 15 agosto 1974                                   | 14-0 (La Repubblica Popolare Cinese non ha partecipato alla votazione)                                        | Deplora profondamente il fatto che membri delle forze di pace siano stati uccisi e feriti. Chiede che tutte le parti cooperino con l'ONU nello svolgimento dei suoi compiti, compreso l'aiuto umanitario. |
| 360         | 16 agosto 1974                                   | 11-0-3 (astensioni: Bielorussia, Iraq, URRS; La Repubblica Popolare Cinese non ha partecipato alla votazione) | Condanna formale dell'azione militare contro la Repubblica di Cipro Rilevando che tutti gli Stati hanno dichiarato il loro rispetto per la sovranità, l'indipendenza e l'integrità territoriale della Repubblica di Cipro, Gravemente preoccupato per il deterioramento della situazione a Cipro derivante dalle ulteriori operazioni militari che hanno costituito una gravissima minaccia alla pace e alla sicurezza nel Mediterraneo orientale: - “Registra la sua formale disapprovazione delle azioni militari unilaterali intraprese contro la Repubblica di Cipro”. - Esorta le parti a conformarsi... compreso il ritiro senza indugio dalla Repubblica di Cipro del personale militare straniero - Esorta le parti a riprendere senza indugio in un clima di cooperazione costruttiva i negoziati previsti nella 353 il cui esito non deve essere ostacolato o pregiudicato dall'acquisizione di vantaggi derivanti da operazioni militari.                                             |
| 361         | 30 agosto 1974                                   | Adotttata all'unanimità - La Repubblica Popolare Cinese non ha partecipato alla votazione                     | Chiede gli aiuti umanitari per i rifugiati. Rilevando che un gran numero di persone a Cipro è stato sfollato, invita tutte le parti a fare tutto ciò che è in loro potere per alleviare la sofferenza umana. Esprime la propria profonda preoccupazione per la difficile situazione dei rifugiati a seguito dell'invasione turca di Cipro. |
| 364         | 13 dicembre 1974                                 | Adottata all'unanimità da 14 a 0 -1 astensione                                                                | Alla ricerca di una soluzione pacifica |
| 365         | 13 dicembre 1974                                 | Adottata all'unanimità                                                                                        | Negoziazioni |
| 367         | 12 marzo 1975                                    | Adottata all'unanimità                                                                                        | In assenza di progressi condanna la decisione unilaterale che dichiara parte della Repubblica di Cipro come "Stato federale turco" |
| 370         | 13 giugno 1975                                   | Adottata all'unanimità                                                                                        | Su richiesta della Repubblica di Cipro estende la presenza della Forza UN |
| 383         | 13 dicembre 1975                                 | Adottata da 14 a 0                                                                                            | Cipro |
| 391         | 15 giugno 1976                                   | Adottata da 13 a nessun voto contrario                                                                        | La forza di mantenimento della pace delle Nazioni Unite ha limitato l'accesso alla Cipro occupata |
| 401         | 14 dicembre 1976                                 | Adottata da 13 a nessun voto contrario                                                                        | La forza di mantenimento della pace delle Nazioni Unite ha limitato l'accesso alla Cipro occupata |
| 410         | 15 giugno 1977                                   | Adottata da 14 to none                                                                                        | La forza di mantenimento della pace delle Nazioni Unite ha limitato l'accesso alla Cipro occupata |
| 414         | 15 settembre 1977                                | Adottata all'unanimità                                                                                        | Esprime preoccupazione per la mancanza di progressi nei colloqui intercomunitari |
| 422         | 15 dicembre 1977                                 | Adottata all'unanimità                                                                                        | Esprime preoccupazione per la mancanza di progressi nei colloqui intercomunitari |
| 430         | 16 giugno 1978                                   | Adottata all'unanimità - La Repubblica popolare Cinese non ha partecipato                                     | Estende lo stazionamento a Cipro |
| 440         | 27 novembre 1978                                 | Adottata all'unanimità                                                                                        | Profondamente preoccupato per la mancanza di progressi nella soluzione della questione di Cipro |
| 443         | 14 dicembre 1978                                 | Adottata all'unanimità                                                                                        | Profondamente preoccupato per la mancanza di progressi nella soluzione della questione di Cipro |
| 451         | 15 giugno 1979                                   | Adottata all'unanimità                                                                                        | Esorta le parti a procedere senza indugio ai colloqui nel quadro dell'accordo in dieci punti |
| 458         | 14 dicembre 1979                                 | Adottata all'unanimità                                                                                        | Esorta le parti a procedere senza indugio ai colloqui nel quadro dell'accordo in dieci punti |
| 472         | 13 giugno 1980                                   | | Esorta le parti a proseguire i colloqui |
| 482         | 11 dicembre 1980                                 | | |
| 486         | 4 giugno 1981                                    | | |
| 495         | 14 dicembre 1981                                 | | |
| 510         | 15 giugno 1982                                   | | |
| 526         | 14 dicembre 1982                                 | | |
| 534         | 15 giugno 1983                                   | | |
| 541         | 18 novembre 1983                                 | | |
| 544         | 15 dicembre 1983                                 | | |
| 550         | 11 maggio 1984                                   | | |
| 553         | 15 giugno 1984                                   | | |
| 559         | 14 dicembre 1984                                 | | |
| 565         | 14 giugno 1985                                   | | |
| 578         | 12 dicembre 1985                                 | | |
| 585         | 13 giugno 1986                                   | | |
| 593         | 11 dicembre 1986                                 | | |
| 597         | 12 giugno 1987                                   | | |
| 604         | 14 dicembre 1987                                 | | |
| 614         | 15 giugno 1988                                   | | |
| 625         | 15 dicembre 1988                                 | | |
| 634         | 9 giugno 1989                                    | | |
| 646         | 14 dicembre 1989                                 | | |
| 649         | 12 marzo 1990                                    | | |
| 657         | 15 giugno 1990                                   | | |
| 682         | 21 dicembre 1990                                 | | |
| 697         | 14 giugno 1990                                   | | |
| 698         | 14 giugno 1990                                   | | |
| 716         | 11 ottobre 1991                                  | | |
| 723         | 12 dicembre 1991                                 | | |
| 750         | 10 aprile 1992                                   | | |
| 774         | 26 agosto 1992                                   | | |
| 789         | 25 novembre 1992                                 | | |
| 796         | 14 dicembre 1992                                 | | |
| 831         | 27 maggio 1992                                   | | |
| 839         | 11 giugno 1992                                   | | |
| 889         | 15 dicembre 1993                                 | | |
| 902         | 11 marzo 1994                                    | | Al raggiungimento di un accordo sulle misure di rafforzamento della fiducia relative a Varosha e all'aeroporto internazionale di Nicosia, Cipro |
| 927         | 15 giugno 1994                                   | | Sulla proroga del mandato della Forza di pace delle Nazioni Unite a Cipro e sull'attuazione di misure di rafforzamento della fiducia tra le parti a Cipro. |
| 939         | 29 luglio 1994                                   | | |

## Risoluzioni adottate dall'Assemblea Generale
1. 2077 (XX) 1965
2. 3212 (XXIX) 1974
3. 3395 (XXX) 1975
4. 31/12 1976
5. 32/15 1977
6. 33/15 1978
7. 34/30 1979
8. 37/253 1983

## Sulle persone scomparse
1. 3450 (XXX) 1975
2. 32/128 1977
3. 33/172 1978
4. 36/164 1981
5. 37/181 1982

## Sui diritti umani
1. 4 (XXXI) 1975
2. 4 (XXXII) 1976
3. 17 (XXXIV) 1978
4. 1987/50 1987